# Träger in Ostafrika im Ersten Weltkrieg

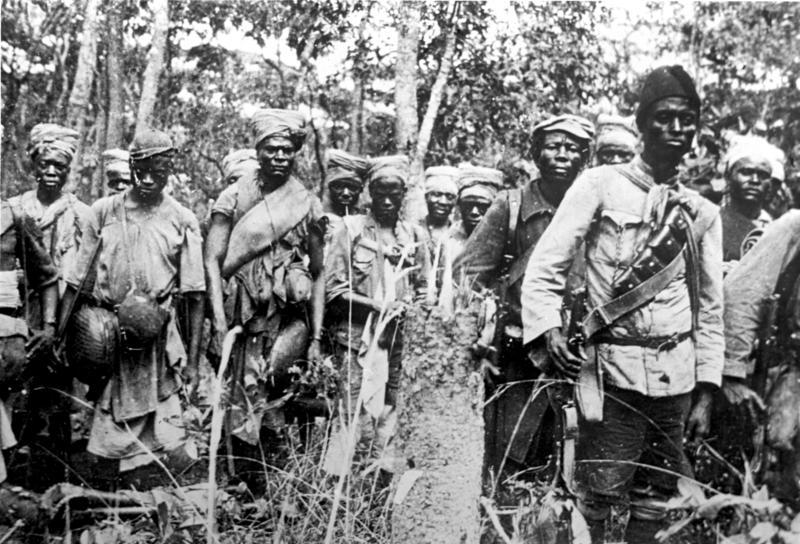
Träger und Askaris der deutschen Schutztruppe

Die Träger in Ostafrika im Ersten Weltkrieg ermöglichten durch ihre Leistung erst eine Kriegsführung mit europäischen Methoden. Um auf britischer und belgischer Seite rund 130.000 Soldaten zu versorgen, waren weit über eine Million Träger notwendig. Die Geschichte der Träger auf deutscher und portugiesischer Seite ist kaum erforscht.

## Geografische und kulturelle Voraussetzungen

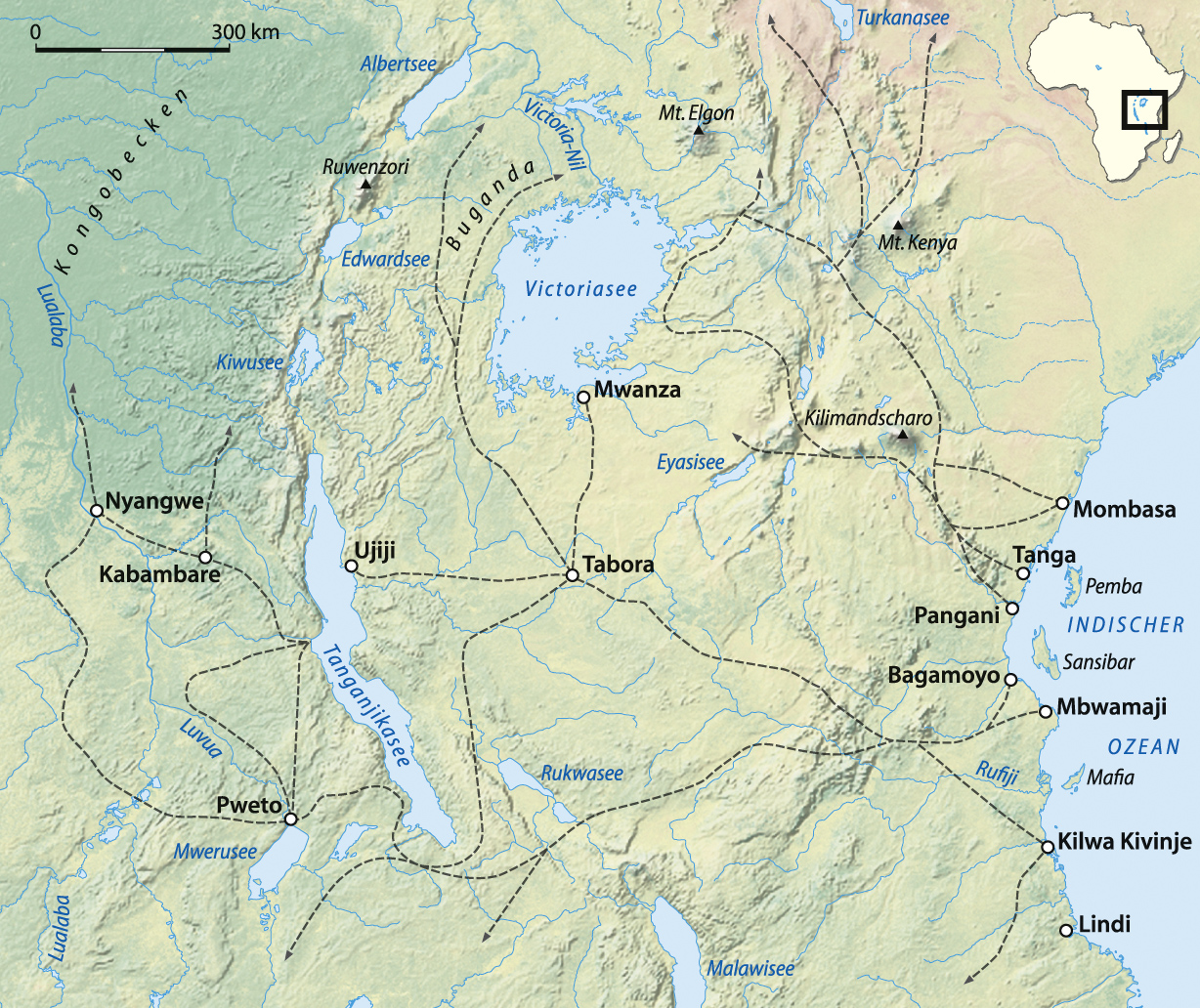
Karawanenstraßen in Ostafrika im 19. Jahrhundert

In den meisten Gegenden der Welt – Gebirge ausgenommen – wurden Anfang des 20. Jahrhunderts Lasten mit Hilfe von Trag- oder Zugtieren beziehungsweise auf dem Wasser transportiert. In Ostafrika fehlen dagegen schiffbare Flüsse, und bis in eine Höhe von mehr als 1000 Meter über dem Meeresspiegel verhinderte die Tsetse-Fliege als Überträgerin der Nagana den Einsatz von Pferden, Eseln, Maultieren, Ochsen oder Kamelen. In fast allen afrikanischen Gesellschaften galt das Tragen von Lasten als Frauenarbeit; auch in den traditionellen kriegerischen Auseinandersetzungen trugen Frauen die Waffen und Verpflegung bis zum Einsatzort. Diese Rollenaufteilung änderte sich Anfang des 19. Jahrhunderts. Der Fernhandel, der sich durch arabische und Swahili-Karawanen von der Küste etablierte, wurde mit Hilfe männlicher Träger abgewickelt. Bis 1901 die Uganda-Bahn Kisumu am Victoriasee erreichte, wurde auch unter britischer Herrschaft die Strecke Mombasa – Uganda von Trägern bedient. Europäer blieben für ihre Expeditionen, Safaris und militärischen Operationen – etwa die Nandi-Kampagne von 1894 – auf Träger angewiesen. Bei Kriegsausbruch 1914 war das Tragen als Männerarbeit fest etabliert. Meist hatte es den Charakter von Zwangsarbeit, teilweise wurde es aber auch von jungen Männern als Chance empfunden, den engen Verhältnissen einer Stammesgesellschaft zu entkommen und Geld zu verdienen.

## Technik des Tragens

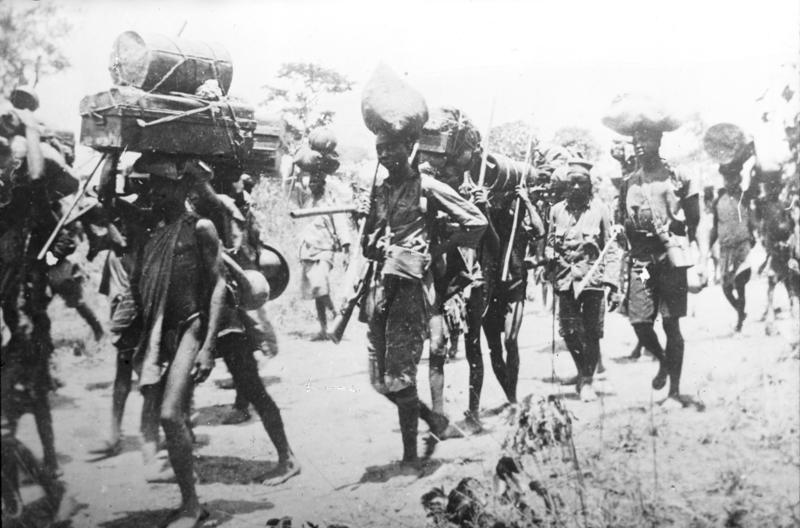
Träger der deutschen Schutztruppe

Üblicherweise werden in fast ganz Afrika Lasten auf dem Kopf getragen, in bergigem Gebiet – wie im Kikuyuland – war (und ist) dagegen der Stirnriemen üblich. Das Tragen von 70 bis 80 Pfund (ein Pfund = 454 Gramm) auf dem Kopf lässt sich auch noch im Erwachsenenalter lernen. Das Tragen von Lasten mit einem Stirnriemen muss dagegen seit früher Jugend eingeübt sein, weil sich nur so bestimmte Muskeln im Nackenbereich stark entwickeln. Europäer verwendeten meist die weniger effiziente Methode, Lasten mit Schulterriemen zu tragen, auch wenn der Rucksack gelegentlich noch mit einem zusätzlichen Stirnriemen gehalten wurde.
Offiziell betrug die Traglast 50 Pfund. Dazu kamen noch persönliche Habseligkeiten wie die Decke, der Proviantsack, eine Machete oder ein Kochtopf. Da ein Träger täglich zwei Pfund Nahrung benötigte, aß er seine eigene Traglast in 25 Tagen auf. Das Dilemma wird in einem Lied deutlich: „Wir sind die Träger, die das Essen für die Träger tragen, die das Essen für die Träger tragen usw.“ Unter guten Bedingungen konnte ein Träger zwölf Meilen am Tag zurücklegen, im Durchschnitt war eine Nachschublinie 180 Meilen lang und wurde in 15 Tagen bewältigt. Europäische Offiziere durften ein persönliches Gepäck von 40 Pfund tragen lassen, Unteroffiziere 25 Pfund. Um auch nur eine Tonne über eine Distanz von 150 Meilen zu transportieren, waren 750 Träger notwendig, sofern sie unterwegs verproviantiert wurden; 1800 Träger, falls sie auch ihre eigenen Rationen mit sich tragen mussten. Im zweiten Fall stieg der Aufwand exponentiell mit der Entfernung.
Wenn es zu Gefechten kam, waren die Träger auch noch auf dem Rückweg belastet, weil sie die Verwundeten zurücktragen mussten. 1916 wurde das Konvoi-System durch ein Depotsystem ersetzt, in dem für die Träger alle zwölf Meilen ein Depot errichtet wurde, wo sie verproviantiert wurden. Die Lasten wurden auf halbem Wege zwischen den Depots an die nächste Gruppe übergeben. Durch dieses System nahmen die Verdauungskrankheiten stark ab, weil die Verpflegung jetzt ausreichend gekocht wurde.
Der Begriff „Träger“ gibt die Tätigkeit allerdings nur unzureichend wieder. „Träger“ gruben auch Schützengräben, bauten Straßen, reparierten Eisenbahnstrecken und hielten Telegrafenleitungen instand. Unter ihnen gab es Übersetzer, bewaffnete Späher, Militärpolizisten, Agenten, Dockarbeiter, Techniker und Tiertreiber. Andere dienten als Köche oder Diener.

## Situation zu Beginn des Ersten Weltkriegs
Unter Trägern hatte es auch schon vor Kriegsausbruch gelegentlich erschreckende Todesraten gegeben, meist durch Verdauungskrankheiten bei einer ungewohnten Ernährung oder mangelhaften sanitären Verhältnissen. 1913 wurden die schlechten Bedingungen in einem Bericht der Labour Commission thematisiert. Und obwohl die britischen Planungen bei Ausbruch eines Krieges einen Angriff auf die Kolonie Deutsch-Ostafrika vorsahen, gab es bei Kriegsbeginn 1914 noch keine Standards für Ernährung und medizinische Betreuung von Trägern.
Für die Verteidigung der britischen Territorien in Ostafrika war die Regierung von Indien zuständig. Sie ging zunächst von einer kurzen Kampagne aus, für die nicht mehr als 20.000 bis 30.000 Träger benötigt würden. Aus ihrer Unkenntnis des Geländes resultierten schwere Planungsfehler. So war in Indien anscheinend nicht bekannt, dass wegen der Tsetse-Fliege jede militärische Operation auf menschliche Träger angewiesen war. In einigen Fällen wurde versucht, Ochsen oder Maulesel einzusetzen, die jedoch noch vor dem Ziel eingingen. Auch der Einsatz von Lastkraftwagen, wo überhaupt befahrbare Wege vorhanden waren, bewährte sich nicht, weil sie einen großen Teil der Zuladung für ihren eigenen Treibstoff benötigten.
Soldaten wurden aus Indien nach Ostafrika geschickt, die sich den Einheimischen als unterlegen erwiesen. Sie benötigten viermal so viel Gepäck wie ein einheimischer Soldat, verlangten eine besondere Diät und mussten erst an den Kriegsschauplatz transportiert werden. Aus den schlechten Erfahrungen bei verschiedenen Gelegenheiten – Ausbruch einer Epidemie während der Nandi-Kampagne 1895; Meuterei sudanesischer Truppen 1897 in Uganda; 1899 ein Massensterben unter Trägern in einer militärischen Karawane, die aus Uganda kam – war nichts gelernt worden. Der Versuch, zu Beginn des Krieges Tanga zu erobern, scheiterte daher.
Als zu Beginn des Ersten Weltkriegs auch an der Küste unter den Giriama 1000 Träger ausgehoben werden sollten, kam es zu einer Revolte. Am 17. August 1914 griffen sie den stellvertretenden District Commissioner an und töteten einen Polizisten. Im September unterdrückte eine Strafexpedition die Revolte, und der Bezirk wurde unter Kriegsrecht gestellt. In der Folge wurden etwa 400 Giriama getötet, hunderte von Höfen niedergebrannt und tausende von Ziegen beschlagnahmt. Um Frieden zu schließen, mussten die Giriama ihre Anführer ausliefern, die 1000 Rekruten für den Trägerdienst stellen und eine Strafe im Gegenwert von rund 7.500 Pfund in Naturalien begleichen.

## Streitkräfte

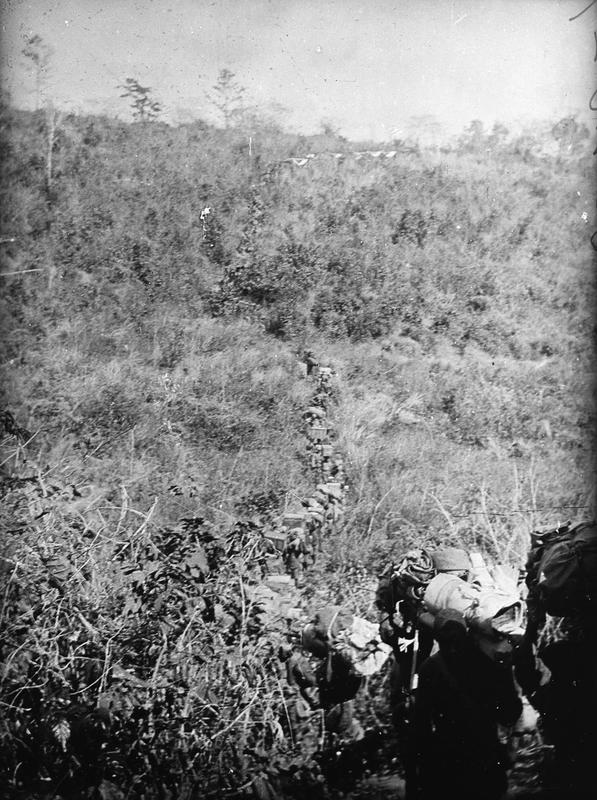
Britisch-nigerianische Brigade auf dem Marsch nach Mahiwa 1917. Im Vordergrund die Träger der Einheit.

### Briten und Belgier
Die britischen Streitkräfte umfassten rund 120.000 Soldaten, die – in dieser Reihenfolge – aus Ost- oder Westafrika, Indien, Südafrika, Rhodesien, Großbritannien und Westindien stammten. Die afrikanischen Soldaten gehörten den King’s African Rifles, der West African Frontier Force oder den Arab Rifles an. Jeder Soldat benötigte die Unterstützung von zehn Trägern, sodass die britischen Streitkräfte auf dem ostafrikanischen Kriegsschauplatz insgesamt über eine Million Mann umfasst haben müssen. Andererseits handelte es sich bei der Trage-Arbeit meist um eine zeitlich begrenzte oder saisonale Arbeit. Viele Träger arbeiteten in der Nähe ihrer Heimat und hatten sich nur für einige Monate für eine bestimmte militärische Kampagne verpflichtet. Andere Träger dienten jedoch zwei Jahre lang und viele hundert Kilometer von der Heimat entfernt. Das Trägerkorps (Carrier Corps) war etwa doppelt so groß wie sämtliche anderen militärischen Einheiten zusammengenommen. 

Außerdem stellten die Briten den Belgiern, die vom Kongo aus mit fast 10.000 afrikanischen Soldaten eingriffen, nahezu 130.000 Träger. Ein Teil dieser Männer war im Belgian Congo Carrier Corps – Carbels genannt – organisiert, obwohl sie tatsächlich aus Uganda stammten. Im Vergleich zu britischen Einheiten starben ungewöhnlich viele von den Trägern, die für die Belgier arbeiteten. Außerdem war es bei den Carbels üblich, dass Frauen der Soldaten im Tross mitzogen, was für die Aufrechterhaltung der Moral für notwendig gehalten wurde. Einige der Männer sahen über drei Jahre lang die Heimat nicht wieder und befanden sich am Rande der Meuterei. Für britische Einheiten stellte Uganda insgesamt 10.000 Soldaten und 50.000 Träger. Aus Nyasaland und Nordrhodesien – an der Südfront zu Deutsch-Ostafrika – kamen rund 250.000 Träger. Hier begannen die militärischen Operationen im Mai 1916; die Nachschublinien waren teilweise extrem lang. Im Nyasaland hieß die Träger-Arbeit thangata, was so viel wie „Arbeit ohne Lohn“ bedeutete und zuvor die übliche Vokabel für Zwangsarbeit gewesen war. Nicht autorisiert, aber trotzdem mehrfach praktiziert war der Einsatz von Trägern zu Täuschungsmanövern, bei denen die Träger die Anwesenheit von Kampftruppen simulieren mussten.
Insgesamt kamen die afrikanischen Soldaten und Träger der britischen Streitkräfte aus einem Gebiet, das heute von fünfzehn afrikanischen Staaten abgedeckt wird. Die vier wichtigsten waren:
|                         | Soldaten | Träger            |
| ----------------------- | -------- | ----------------- |
| Deutsch-Ostafrika       | 2.000    | 321.567           |
| Nyasaland               | 15.000   | 196.914           |
| Protektorat Ostafrika   | 10.500   | 173.539           |
| Uganda                  | 10.000   | 182.246           |
| Summe über alle Gebiete | 58.000   | über eine Million |

Viele der Träger aus Deutsch-Ostafrika waren ursprünglich von den Deutschen angeworben oder in den Trägerdienst gepresst worden und dann von den Briten übernommen worden. Sie waren in vielen Fällen nur kurzfristig tätig, die Träger aus dem britischen Protektorat Ostafrika dienten dagegen häufig zwei Jahre und mehr.

### Deutsche
Durch Deutsch-Ostafrika verliefen lediglich zwei Eisenbahnlinien, die Usambarabahn im Norden und die Mittelland- oder Tanganjikabahn im Zentrum der Kolonie. Mit dem deutschen Rückzug nach Süden nahm daher die Bedeutung der Träger für die ostafrikanische Schutztruppe deutlich zu. Dies galt umso mehr, da der deutschen Seite kaum motorisierte Fahrzeuge zur Verfügung standen, für die Ende 1916 zudem der Treibstoff zur Neige ging. Der Historiker Horst Gründer schätzt, dass alleine im Mündungsdelta des Rufiji-Flusses rund 12.000 Träger im Einsatz waren. Während auf Seiten der Gegner etwa zehn Träger auf einen Soldaten kamen, waren es auf deutscher Seite in der Regel weniger. Vom Kommando der Schutztruppe erging der Befehl, dass ein Europäer nicht mehr als 100 Kilogramm Trägerlast auf dem Marsch mitnehmen durfte. Da eine Trägerlast im Durchschnitt etwa 25 Kilogramm betrug, kam ein Deutscher auf bis zu vier Träger. Diese Zahl sank später aufgrund von Trägermangel auf drei bis zwei Träger. Hinzu kamen jedoch Träger für den Krankentransport, beim Tross, bei Stabs- oder Verwaltungsstellen und ähnlichem. Ein deutsches Feldlazarett verfügte etwa über 240 Träger, eine Bataillon-Stablast über 80 und eine Waffenmeisterei über 25 Träger. Nach den Berichten des deutschen Zeitzeugen und Regierungsarztes Ludwig Deppe litten zahlreiche Träger, besonders in Sumpfgebieten, unter Geschwüren und Entzündungen. Auf deutscher Seite starben etwa 7.000 Träger im Fronteinsatz. Die Verluste in der Etappe und auf dem Marsch lagen aber wesentlich höher. So schrieb Deppe:

„Wenn jetzt viele Träger davonlaufen, um in ihre Heimat zurückzukehren, so dürfen wir nicht vergessen, daß wir unter dem Druck des Feindes oft in schonungsloser Weise die Träger zusammenholen mußten, wo wir sie fanden. Hunderte, ja Tausende sind am Wege liegengeblieben oder unter den Strapazen oder sonst als Opfer des Krieges gestorben.“

Träger war aber auf deutscher Seite nicht gleich Träger. Die Kompanieträger waren in die militärische Organisation eingebunden, übernahmen Wachen und Aufklärungen und konnten im Verlauf des Krieges Askari werden. Sie erhielten Sold und eine medizinische Grundversorgung. Anders erging es den Landschaftsträgern, die entlang der Marschrouten zwangsweise zusammenrekrutiert wurden. Sie galten bei den deutschen Militärs zumeist als unzuverlässig und austauschbar. Sie standen daher unter strenger Bewachung, wurden kaum versorgt und bedenkenlos ausgezehrt.

## Organisation des britischen Trägerkorps

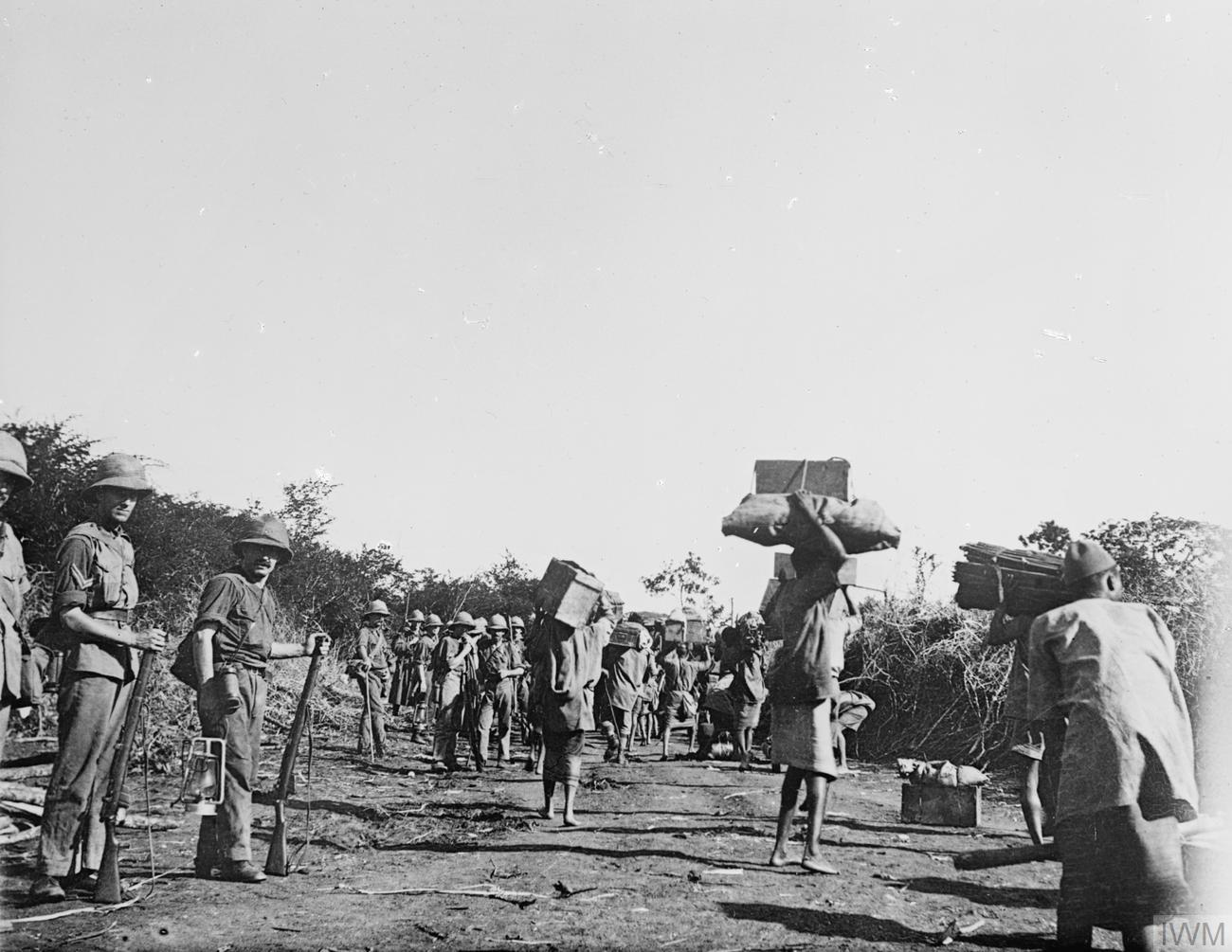
Träger der britischen Streitkräfte im portugiesischen Teil von Ostafrika.

Nur wenige Angehörige des Trägerkorps (Carrier Corps) trugen eine militärische Uniform. Sie gingen meist barfuß, wurden von Offizieren geführt und hatten gegen Ende des Kriegs dieselben Ansprüche auf Rationen wie die kämpfende Truppe. Einen besonderen Status hatten die special porters, die Maschinengewehre, Signalausrüstung, Krankentragen für den Sanitätsdienst, Minenwerfer oder Munition trugen. 
Das Trägerkorps wurde zunächst unter dem Namen East Africa Carrier Corps mit Basis in Nairobi aufgestellt. Ende 1914 hatten das Protektorat Ostafrika (das heutige Kenia) und Uganda getrennte Transport-Korps. Alle Nichtkombattanten wurden im Februar 1916 vor der großen Offensive von Feldmarschall Jan Christiaan Smuts dem Military Labour Bureau unterstellt. Der Name täuscht darüber hinweg, dass sich fast sämtliche Mitglieder im aktiven Dienst befanden. Das Bureau war für die gesamte Nordfront mit Ausnahme der Träger, die für die Belgier oder an den Eisenbahnen arbeiteten, zuständig. Der Trägerdienst an den Fronten in Nyasaland oder Nordrhodesien wurde dagegen eher auf einer Ad-hoc-Basis organisiert. Im März 1918 übernahm das Military Labour Bureau schließlich auch die Träger im Süden. In der Endphase des Kriegs wurde es in Military Labour Corps umbenannt.
Dem Trägerkorps stand ein Bezirkskommissar (District Commissioner) namens Oscar Ferris Watkins vor, der bereits im Burenkrieg gedient hatte. Er war 1908 nach Ostafrika gekommen. Im August 1914 organisierte er die ersten Träger für die so genannten B-Streitkräfte, die aus Indien eintreffen sollten. Die Träger wurde in fünf Korps à 1000 Mann aufgeteilt, und Watkins erhielt den Rang eines Hauptmanns. Daneben rekrutierten Armee-Offiziere aber auch eigenmächtig Träger, was in einem administrativen Chaos endete. Mit Gründung des Military Labour Bureau erhielt Watkins den Rang eines Oberstleutnants, was ihn gegenüber anderen Armee-Offizieren nur mit einer unzureichenden Autorität ausstattete, obwohl er die bei weitem größte Einheit der Briten führte. Interne Auseinandersetzungen wegen der schlechten Behandlung der Träger durch die kämpfende Truppe waren die Regel. Immerhin war inzwischen klargestellt worden, dass Träger nur vom Military Labour Bureau gestellt wurden. 
Watkins etablierte 1917 ein System, mit dem die Träger durch ihren Fingerabdruck und eine metallene Plakette identifiziert wurden. Die Möglichkeiten für Missbrauch durch die Aufseher der so genannten gangs wurden dadurch stark eingeschränkt. Zuvor waren Todesfälle oder Desertionen von den Aufsehern häufig nicht gemeldet worden, um für die fehlenden Leute Sold einzustreichen. Ein Problem für die Träger war auch, dass sie erst bei Ende ihrer Dienstzeit nach mehreren Monaten entlohnt wurden. Wenn es dann zum Streit um unkorrekt geführte Akten kam, konnten ihnen erhebliche Beträge entgehen. Die zentralen Register wurden im Trägerdepot in Nairobi geführt. 1916 zog Watkins mit dem Hauptquartier der ostafrikanischen Streitkräfte nach Daressalam um; das administrative Zentrum verblieb jedoch in Nairobi. Nur Träger, die aus dem ehemaligen Deutsch-Ostafrika stammten, wurden in Daressalam registriert. 
Zu Beginn des Krieges herrschte das System aus der Vorkriegszeit, wonach das Tragen teilweise Zwangsarbeit, teilweise freiwillig war. 1915 wurde mit der Native Followers Recruitment Ordinance eine allgemeine Wehrpflicht eingeführt, die auch für Europäer und Asiaten galt. Zum Jahresende 1916 wurden die britischen Bewegungen durch einen Mangel an Transportkapazität ernsthaft behindert, als von circa 150.000 rekrutierten Trägern effektiv nur 62.334 übrig geblieben waren. Der Chief Native Commissioner des Protektorats Ostafrika, John Ainsworth, wurde beauftragt, eine besondere Massenaushebung von Männern anzuleiten. Sie lief von März bis August 1917, als sie schließlich wegen des offensichtlichen Mangels an Menschen und weil der militärische Bedarf nachließ, abgebrochen wurde. Von geplanten 160.000 Trägern waren nur 120.000 ausgehoben worden. Die Rekrutierung von Trägern kehrte zum System aus der Vorkriegszeit zurück.
Die Bedürfnisse des Militärs konkurrierten mit denen der Plantagenbesitzer, mit dem Bedarf an Arbeitskräften für Infrastrukturarbeiten, für die Eisenbahn und in den Häfen. Andererseits flohen viele Afrikaner vor dem militärischen Trägerdienst auf die Farmen, sodass dort das Angebot an Arbeitskräften mitunter sogar stieg. Vor Einführung der allgemeinen Wehrpflicht boten die Militärbehörden zum Teil einen Sold, der weit über den üblichen vier bis fünf Rupien plus Verpflegung mit Maisbrei für ungelernte Arbeiter lag. Die Siedler setzten schließlich durch, dass das Militär nicht mehr als fünf Rupien im Monat für den einfachen Trägerdienst zahlte (ab dem vierten Monat sechs Rupien). Aufseher verdienten zwölf, special porters 15 Rupien und trugen uniform-ähnliche Kleidung. 
Teilweise diente die Drohung, nach Einführung der allgemeinen Wehrpflicht jemanden den Militärbehörden zu melden, auch Farmern als Druckmittel, um Arbeiter gefügig zu machen. Die Briten regierten durch die Kollaboration von Häuptlingen, Älteren und Aufsehern, die Arbeitskräfte lieferten, Steuern einsammelten und die britischen Herrscher politisch auf dem Laufenden hielten. Veteranen berichten, dass jede Familie einen jungen Mann als Zwangsarbeiter hergeben musste, die in einigen Fällen an einem Seil, das durch ein Loch im Ohrläppchen geführt wurde, zusammengebunden wurden. Besonders eifrige Häuptlinge wurden mit Medaillen ausgezeichnet. Desertionen kamen häufig vor, auch flohen ganze Dorfgemeinschaften in den Busch, wenn sich ein Offizier näherte. Gelegentlich rekrutierten die Briten auch durch Täuschung, etwa wenn sie anlässlich eines großen Gerichtstags alle Anwesenden verhafteten und die Arbeitsfähigen mitnahmen. Auch britische Missionare setzten sich für die Kriegsanstrengung ein und führten zum Teil eigene Trägerverbände, wie etwa die Kikuyu Mission Volunteers oder das Bishop of Zanzibar’s Carrier Corps.
Die Träger standen unter Militärrecht, das einem kommandierenden Offizier das Recht zu maximal 24 Peitschenschlägen, 42 Tagen Gefängnis mit oder ohne Zwangsarbeit und 21 Tage Verlust des Solds gab. Bei einzelnen Vorfällen wurden Träger von weißen Unteroffizieren so grausam misshandelt, dass sie danach eine Lazarettbehandlung nötig hatten. Ursprünglich war geplant gewesen, den Trägern Urlaub zu gewähren, was schließlich aufgegeben wurde, nachdem viele Träger nicht in den Dienst zurückgekehrt waren.

## Ernährung und medizinische Betreuung
Die britische Militärführung wollte lange nicht darauf Rücksicht nehmen, dass Angehörige verschiedener Ethnien unterschiedliche Ernährungsgewohnheiten hatten. So aßen Angehörige der Ganda und anderer Ethnien, die nördlich des Victoria-Sees lebten, hauptsächlich Kochbananen. Sofern die Umstellung auf eine Getreide-Ernährung nicht sehr behutsam vorgenommen wurde, reagierten sie mit Durchfällen, die tödlich enden konnten. Aber auch unter an Getreide gewöhnten Träger kam es immer wieder zu Durchfall-Epidemien, was zu langen Auseinandersetzungen um die Qualität des vielerorts noch kaum bekannten Mais oder der Hirse führte. Dazu gab es Bohnen, während in der Regel viel zu wenig Gemüse verzehrt wurde. Eine typische Ration zu Anfang des Krieges bestand aus anderthalb Pfund Mehl, acht Unzen Bohnen und Gemüse, einem halben Pfund Fleisch (oder Bohnen als Ersatz) und einer halben Unze Salz. Häufig war das Mehl verdorben, zumal es anfangs in Säcken transportiert wurde, die nicht wasserdicht waren. Später wurde Maismehl aus Südafrika importiert, das jedoch sehr lange gekocht werden musste. Zuletzt ernährten sich die meisten Träger von Reis, der aus Indien geliefert wurde. Europäische Soldaten wurden im Feld mit Rindfleisch in Dosen und Zwieback ernährt. 
Auf manchen Strecken war auch das Wasser knapp, und weil Träger gegenüber Kampftruppen und gelegentlichen Zugtieren zurückstehen mussten, sind einige Träger auch verdurstet. Verschiedene Befehle verboten, die Träger unnötig während der größten Tageshitze zu bewegen. Wegen Wassermangels wurden manche Strecken auch nachts zurückgelegt, was im afrikanischen Busch mit besonderen Schwierigkeiten verbunden ist.
Anfangs herrschte in der militärischen Führung die Vorstellung, man solle Träger weit entfernt von ihrer Heimat einsetzen, um das Risiko von Desertionen zu senken. Das schuf jedoch neue Probleme wenn, wie im Frühjahr 1915, Träger aus dem Hochland für den Straßenbau in der Nähe der Küste eingesetzt wurden, die mit Malaria verseucht war. Weil sie nicht gegen Malaria immun waren, resultierte eine immense Sterberate, sodass die Träger im August 1915 durch die Küstenbevölkerung ersetzt werden mussten. Umgekehrt litten viele Träger aus dem Tiefland im Hochland unter Lungenentzündungen. Die vorherrschende Krankheit war jedoch Ruhr, die in den Lazaretten mehr als die Hälfte aller Erkrankungen und mehr als ein Drittel aller Todesfälle verursachte. Ab dem Juni 1917 wurden in Mombasa, Voi, Nairobi und Kisumu Rekonvaleszentenlager eingerichtet. Gegen Ende des Konflikts brach auch noch die Pandemie der Spanischen Grippe aus.

## Verluste und politische Folgen
Kriegsminister Lord Kitchener hatte es zu Beginn des Weltkriegs für einen Fehler gehalten, überhaupt einen Krieg in Ostafrika zu führen. Er wollte sich mit der Besetzung der Gegend um den Kilimandscharo sowie der Häfen begnügen. Die immensen Kräfte, die durch die Jagd auf die deutsche Schutztruppe gebunden wurden, geben ihm im Nachhinein recht.
Nach amtlichen Angaben soll die Zahl der im Trägerdienst umgekommenen Menschen 23.869 betragen haben, was schon bei ihrer Veröffentlichung sarkastische Kommentare auslöste. Norman Leys, ein Medizinalbeamter des Protektorats Ostafrika, zitiert Zahlen, die von einem US-amerikanischen Delegierten auf der Friedenskonferenz in Paris genannt worden waren. Demnach waren von 350.000 rekrutierten Trägern 42.318 gestorben, darunter 41.952 an Krankheiten und 366 an Verwundungen. Nach Ansicht des Historikers Geoffrey Hodges betrug die Verlustrate unter den Trägern, die an der Front eingesetzt wurden, über 20 Prozent (Vermisste und Tote). Er schätzt, dass die durchschnittliche Sterberate sich auf etwa zehn Prozent belief, das heißt, das von den über eine Million Trägern, von denen er ausgeht, über 100.000 im Militärdienst starben. In dieser Zahl sind noch nicht die Sterbefälle während der Repatriierung, bei den belgischen oder portugiesischen Streitkräften enthalten.
Bei der Rückkehr stellten manche Träger fest, dass ihr Land aufgeteilt worden war, weil sie für tot gehalten worden waren. Weil in den Heimatgebieten die Felder vernachlässigt worden waren, kam es 1918 zu einer Hungersnot. Neu für viele Afrikaner war der Kontakt mit Angehörigen fremder Stämme. Im Trägerdienst blieben die Angehörigen eines Stammes zwar meistens unter sich, doch lernten viele von ihnen die Verkehrssprache Swahili und erweiterten damit ihre Kenntnis der Welt. Erstmals hatten sie beobachten können, dass Weiße einander bekriegten. Die Historiker Carl G. Rosberg, Jr. und John Nottingham haben darauf hingewiesen, dass zahlreiche spätere politische Führer der Kikuyu während des Ersten Weltkriegs im Trägerdienst gedient hatten.
Die Kolonialregierung war bereit, für einen im Dienst umgekommenen Träger „Blutgeld“ an die Verwandten zu bezahlen, allerdings nur, falls der Verstorbene ein Christ oder Muslim gewesen war. Zahlungen an die Angehörigen von „Heiden“ wurden nicht geleistet. 1918 verabschiedete die Gesetzgebende Versammlung des Protektorats (Legislative Council) eine Verordnung, wonach nicht ausgezahlte Mittel an die Stämme fließen sollten. Das Kriegs- und das Schatzamt weigerten sich jedoch, diese Verordnung gegenzuzeichnen, was in Kenya (wie die Kolonie inzwischen hieß) zu einem Proteststurm führte. 1922 entschied Kolonialminister Winston Churchill endgültig, dass die inzwischen ausstehende Summe von 165.123 britischen Pfund nicht ausgezahlt würde (Leistungen an die Angehörigen von Trägern oder Soldaten, deren Tod nachgewiesen worden war, wurden weiterhin geleistet). Erst 1934 erhielt Kenya eine Sonderzahlung von 50.000 Pfund, um die Ansprüche abzugelten. Aus Restmitteln des East African War Relief Fund wurde außerdem die Alliance High School, eine der berühmtesten Schulen im englischsprachigen Afrika, gegründet.
Der Trägerdienst war auch der Beginn der persönlichen Registrierung in Kenia. Mit der Native Registration Ordinance war 1916 eine metallene Plakette eingeführt und 1919 bestätigt worden. Daraus wurde eine kleine Blechdose, die jeder Afrikaner an einer Kette um den Hals zu tragen hatte. Sie enthielt ein Identitätspapier samt Fingerabdruck und Nachweis der Arbeitsstellen. Dieses verhasste kipande-System wurde zu einem der wichtigsten Streitpunkte in politischen Auseinandersetzungen mit den Kolonialherren.

## Gedenken

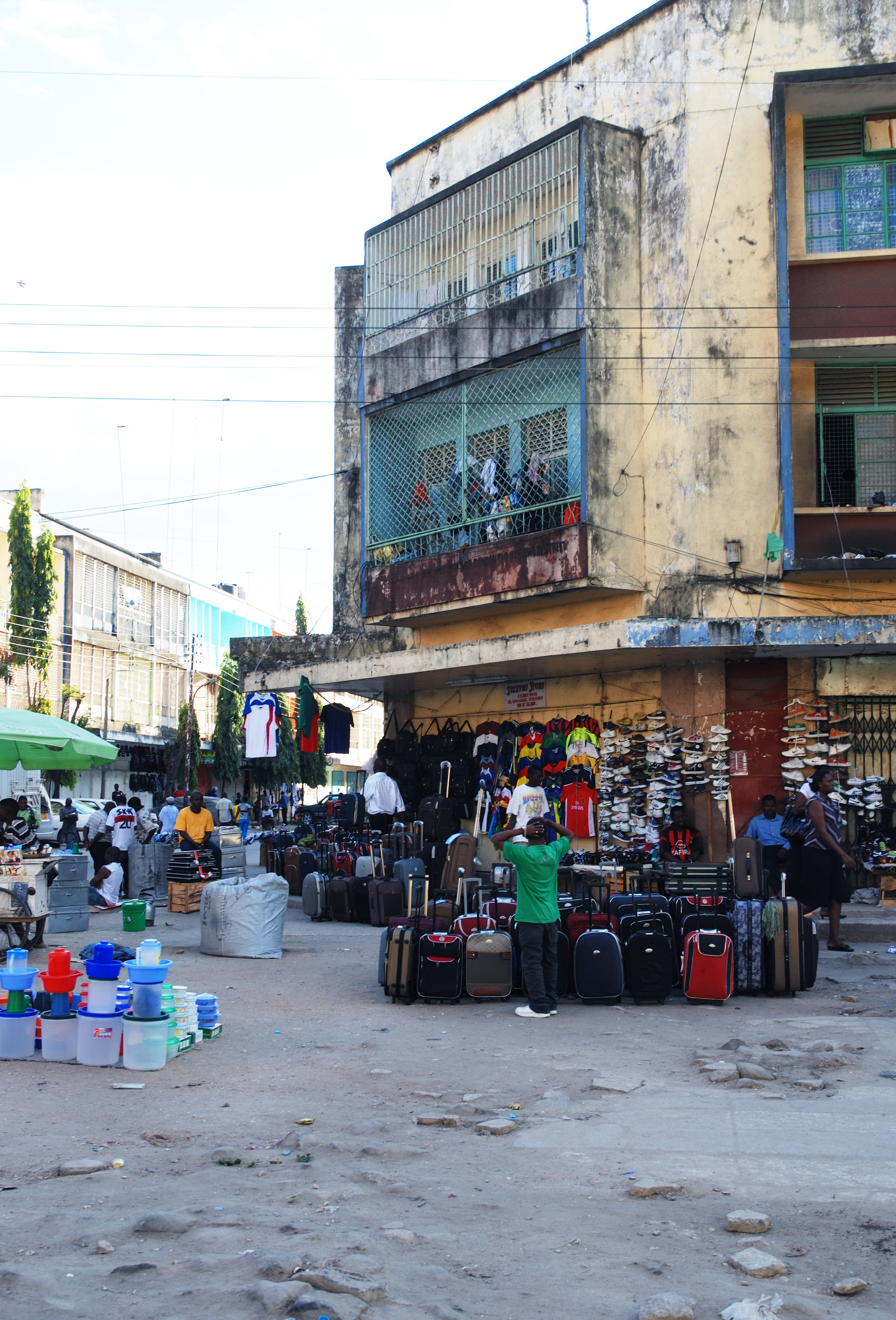
Auf dem Kariakoo-Markt von Daressalam

Bei Ende des Ersten Weltkriegs wurde das Trägerkorps – anders als etwa die King’s African Rifles – aufgelöst. Die amtlichen Werke zur Kriegsgeschichte konzentrieren sich auf die militärischen Ereignisse und erwähnen die Arbeit der Träger kaum. Den beteiligten Personen war jedoch die Bedeutung der Träger bewusst. John Ainsworth etwa, der Administrator des Protektorats Ostafrika, nannte den Krieg einen „Krieg der Träger“. Als im Zweiten Weltkrieg wieder ein Military Labour Corps sowie ein Pioneer Corps gebildet wurden, gab es keine Zwangsaushebungen mehr, und die Träger erhielten dieselben Rationen und denselben Sold wie weiße Soldaten. Auch hatten die Männer, die etwa im Nahen Osten eingesetzt wurden, die Möglichkeit, Geld nach Hause zu überweisen.
An ostafrikanische Träger wurden grundsätzlich keine Tapferkeitsmedaillen verliehen. An der Kenyatta Avenue in Nairobi steht ein Kriegerdenkmal auf dem in drei Figuren ein Träger, ein King’s African Rifleman und ein Arab Rifleman dargestellt sind. Der Kariakor-Markt in Nairobi (von englisch Carrier Corps) befindet sich am Ort des ersten Trägerdepots. Auch in Mombasa gibt es einen Kariakor und in Daressalam, wo nach der Eroberung 1916 ein großes Depot etabliert wurde, heißt er Kariakoo. In einigen Teilen Ostafrikas wurde die Altersklasse, die Trägerdienst hatte leisten müssen, Kaaria genannt.
In Südafrika ist der Ultra-Marathon „Comrades“ jedes Jahr ein nationales Ereignis. Er führt über rund 87 Kilometer und wurde von Vic Clapham begründet, der als Soldat in Ostafrika im Ersten Weltkrieg 2700 Kilometer zu Fuß zurücklegen musste. Mit dem Ultra-Marathon wollte er an die Strapazen erinnern.

## Forschungslücken
Die Geschichte des britischen Trägerkorps ist vom 1994 verstorbenen Geoffrey Hodges erforscht worden. Er stellt als eine Forschungslücke fest, dass die Statistiken für die militärischen Eisenbahnarbeiter nicht überliefert sind. Ab dem 25. November 1917 verlagerte sich der Kriegsschauplatz fast ein Jahr lang auf portugiesisches Territorium in Portugiesisch-Ostafrika. Die Deutschen nutzten einige dort gefangen genommene Askaris als Träger, doch ist die Geschichte der portugiesischen Träger ebenso schlecht erforscht wie die der Träger für die deutsche Schutztruppe. Ihre Zahl liegt jedoch weit unter der der von den Briten mobilisierten Trägern. Schlecht erforscht sind auch die traumatischen Folgen, die der Verlust von zahlreichen jungen Männern auf die ostafrikanischen Gesellschaften gehabt haben muss.